# مالی براونی که غرق‌شدنی نیست (فیلم)
مالی براونی که غرق شدنی نیست (انگلیسی: The Unsinkable Molly Brown) فیلمی در ژانر موزیکال و کمدی به کارگردانی چارلز والترز است که در سال ۱۹۶۴ منتشر شد.

## بازیگران
- دبی رینالدز
- هارو پرسنل
- اد بگلی
- هرمیون بادلی
- مارتیتا هانت
- وان تیلور
- مینتا دارفی
- جک کروشن
- هاروی لمبک
- موینا مکگیل
- گرترود آستور
- النور آدلی
- آنا لی
- جورج میچل